# Wapen van Beaumont

Wapen van Beaumont.

Het wapen van Beaumont is het heraldisch wapen van de gemeente Beaumont in de Belgische provincie Henegouwen. Het wapen werd op 26 juni 1822 door de Hoge Raad van Adel voor het eerst aan de gemeente Beaumont toegekend, op 30 juni 1838 herbevestigd en ten slotte op 5 september 1978 met een veel gedetailleerdere beschrijving herbevestigd.

## Geschiedenis
Beaumont had reeds sinds de 11e eeuw een door Richilde van Henegouwen opgetrokken kasteel en toen het in 1246 de stadsrechten ontving, werd aan de schepenbank tevens het recht om zegel te gebruiken dat een versterkte burcht toonde verleend. De stad zou sinds de 15e eeuw een wapen voeren dat op dit zegel terugging. Dit wapen werd in 1822 toegekend door de Hoge Raad van Adel en zou nadien ongewijzigd, maar met gedetailleerdere beschrijving worden herbevestigd.

## Blazoenering
Het wapen werd op 26 juni 1822 voor het eerst omschreven door de Hoge Raad van Adel.
De eerste blazoenering van het wapen onder Belgisch bestuur luidde als volgt:

De gueules à un château d'argent ouvert à la cooulisse levée, l'écu timbré d'une couronne d'or.
In keel een geopend kasteel van zilver, met opgetrokken valdeur, het schild getopt met een kroon van goud.
— Koninklijk Besluit van 30 juni 1838.

De huidige blazoenering is:

De gueules à un château d'argent, ouvert du champ, la herse levée, doublement crénelé, soutenant un bâtiment en retrait ajouré au toit en bâtière, le portail accosté de deux tournelles à deux étages, ajourées, couvertes en poivrière et accompagné à dextre et à senestre d'une tour en saille, à deux étages ajourés, la toiture desdites tours prolongées d'une bâtisse vue en perspective et appuyée au pignon central. L'écu sommé d'une couronne d'or à cinq fleurons.
Van keel met een kasteel van zilver, met open ondergrond, de valpoort geopend, dubbel gekanteeld, verdedigend een inspringend, opengewerkt gebouw met zadeldak, het portaal met twee torentjes van twee verdiepingen, opengewerkt, cilindervormig overdekt rechts en links vergezeld van een vooruitspringende toren, met twee opengewerkte verdiepingen, het dak van deze toren langgerekt van een bouwsel gezien in perspectief en steunende op de centrale pignon. Het schild getopt met een kroon met vijf fleurons.
— Ministerieel Besluit van 5 september 1978.